# HD 168838
HD 168838，又名CD-3612537，SAO 210075、HR 6874，是一颗恒星，视星等为5.55，位于銀經357.44，銀緯-10.5，其B1900.0坐标为赤經18h 16m 43.7s，赤緯-36° -10.5′ 13″。